# 形符
形符，也稱作意符，指漢字形聲字的構成中，類屬形體及指明意義類別的部分，相對於「聲符」（形聲字的結構中表示讀音的部分）。形符往往也是字的部首；如「鯉」字的魚、「鵝」字的鳥。

## 形聲字
「形聲」，以許慎的定義是：「以事為名，取譬相成。」意思是依事物的類別，拿一個字作為形旁（意符），用讀音相同或相近的字比擬字音（聲符），組合而成形聲字。《說文》序：「依類象形，故謂之文。其後形聲相益，卽謂之字。」《古今通論》：「倉頡造書，形立謂之文，聲具謂之字。」
漢字主要以形符和聲符組合而成的形聲字為主（朱駿聲統計說文九千三百五十三文，內指事一百二十五，象形三百六十四，會意一千一百六十七，形聲七千六百九十七）。相同聲類的字彙，共用同一個聲符，但是也因為這樣的結構，經常容易混淆，所以形符則提供重要的暗示性，表示出形聲字的意義，(例如：估、姑，皆發古的音，分辨之處在於人字旁和女字旁的形符)。

## 形聲構字方式
形聲字的形符和聲符，在結構中的組合方式，有以下六種形式：
- 左形右聲：諆、詁、校、仲
- 左聲右形：期、胡、頭、頂
- 上形下聲：箕、罟、葵、宥
- 上聲下形：基、辜、盲、娑
- 內聲外形：圄、固、褒、衷
- 內形外聲：問、閩、辯、辨

## 形符的變形、省略、混淆
文字在時間流變下，產生變化，形符失去原有的樣貌，以至於難以辨認，主要有變形、省略和混同現象，可分三種：「形符變形」是指小篆變成漢隸，形體產生變化而喪失原貌；「形符省略」是指形符為維持漢字結構所做的調整方式，亦即《說文解字》的「省形」；「形符混同」是指現代常用形聲字因形體變形，而造成與其它部首混淆的現象。
由於上述的形符改變，以及文字字義本身隨時間轉變，並非所有的形符都能對應文字的意思。在現代中文裡，形符能有效表義的比率，為83%－86%之間；而形符總體表意率為43%-44%之間。例如愁(內心情感)、慾(心理需求)、恭(由心所生的品德)，這三個字皆與「心」相關，但是要明確判斷是否和形符義有明確關係，就有困難。
而康熙字典中，何者為聲符，何者為形符，多有爭議。